# Otto Beyer
För målaren som levde 1836–1902, se Max Otto Beyer.
Otto Beyer, född 20 oktober 1885 i Kattowitz (idag Katowice), död 17 juni 1962 i Berlin, var en tysk målare och tecknare med nära koppling till konstnärsgruppen Brücke. Han skapade främst landskapsmålningar, stilleben och avbildade Berlins förorter.
Beyer studerade vid konsthögskolan i Breslau och sedan för Olof Jernberg vid konstakademin i Königsberg. Under utbildningen gjorda han längre studieresor till Belgien, Nederländerna, södra Frankrike, Italien, Paris och München. 1910 flyttade Beyer till Berlin där han blev medlem i Berliner Secession och några år senare i Freie Secession. Den främsta främjaren som Beyer hittade i Berlin var Max Liebermann. Under en vistelse vid Östersjöns kust i Ostpreussen (1914/1915) blev han bekant med Lovis Corinth och Max Pechstein som hade stort inflytande på Beyers konstnärskap.
Efter nationalsocialisternas maktövertagande 1933 förbjöds alla utställningar med Beyers verk. Han var en av de konstnärer som föll under begreppet "Entartete Kunst". 1937 beslagtog myndigheterna hans målning Karussell på Stadtmuseum i Altona och målningens proveniens är "okänd" efter 1939. Först efter kriget visades Beyers målningar igen.